# Železarna
Železarna je tovarna za pridobivanje in predelavo železa.
V železarni pridobivajo surovo železo (grodelj), v jeklarnah pa iz njega jeklo. 
V Sloveniji, ki ima na področju železarstva dolgo tradicijo obratuje več železarn:
- Železarna Jesenice
- Železarna Ravne
- Železarna Štore

v bližnji okolici pa so še:
- Železarna Škedenj (Trst)
- Železarna Sisak